# Kisseliovka
Kisseliovka - Киселёвка (rus) - és un poble de l'óblast de Bélgorod, a Rússia. El 2010 tenia 342 habitants. Pertany al districte (raion) de Novi Oskol.